# Master Blaster (Jammin')
Singles de Stevie Wonder
Outside My Window
(1980) I Ain't Gonna Stand for It
(1981)
Master Blaster (Jammin’) est un titre de Stevie Wonder sorti en 1980 sur son album Hotter than July.

## Historique
Cette chanson, bâtie sur un rythme reggae, est un hommage à Bob Marley et l'indépendance du Zimbabwé en avril 1980 (ex-Rhodésie). Elle évoque aussi la chanson de Bob Marley & The Wailers Jamming, sortie en 1977.
Le titre a été no 1 du U.S. Billboard Hot R&B/Hip-Hop Songs, et dans plusieurs pays dont l'Autriche, la Suisse et la Nouvelle-Zélande. Une reprise en 2000 a été no 5 au Royaume-Uni. Le single connaît un bon accueil du public en France, se vendant à plus de 400 000 exemplaires.

## Interprètes
- Stevie Wonder – chant, chœurs, piano Fender Rhodes, clavinet, orgue
- Isaiah Sanders – chœurs, pianet, orgue
- Benjamin Bridges – guitare, chœurs
- Rick Zunigar – guitare
- Nathan Watts – basse, chœurs
- Dennis Davis – batterie
- Earl DeRouen – percussions, chœurs
- Hank Redd – saxophone
- Larry Gittens – trompette
- Angela Winbush, Alexandra Brown Evans, Shirley Brewer, Marva Holcolm – chœurs